# Петриківська сільська рада (Городищенський район)
Пе́триківська сільська́ ра́да — адміністративно-територіальна одиниця та орган місцевого самоврядування в Городищенському районі Черкаської області. Адміністративний центр — село Петрики.

## Загальні відомості
- Населення ради: 804 особи (станом на 2001 рік)

## Населені пункти
Сільській раді підпорядковані населені пункти:
- с. Петрики
- с-ще Ільченкове
- с-ще Кудинівка
- с-ще Моргунове
- с. Сегединці
- с-ще Трихуторівка

## Склад ради
Рада складається з 12 депутатів та голови.
- Голова ради: Гибало Наталія Петрівна
- Секретар ради: Хворостенко Людмила Іванівна

### Керівний склад попередніх скликань
| Прізвище, ім'я, по батькові | Основні відомості                                                                                   | Дата обрання | Дата звільнення |
| --------------------------- | --------------------------------------------------------------------------------------------------- | ------------ | --------------- |
| Гибало Наталія Петрівна     | Сільський голова, 1974 року народження, освіта середня спеціальна, член Української Народної Партії | 26.03.2006   | 31.10.2010      |
| Гибало Наталія Петрівна     | Сільський голова, 1974 року народження, освіта середня спеціальна, член Партії регіонів             | 31.10.2010   |                 |

Примітка: таблиця складена за даними сайту Верховної Ради України

### Депутати
За результатами місцевих виборів 2010 року депутатами ради стали:

#### За суб'єктами висування
| Суб'єкт висування | Кількість обраних депутатів | %  |
| ----------------- | --------------------------- | -- |
| Партія регіонів   | 9                           | 75 |
| Самовисування     | 3                           | 25 |

#### За округами
| № округу        | Прізвище, ім'я, по батькові        | Дата визнання обраним | Освіта  | Партійна приналежність | Відомості про обраного депутата            |
| --------------- | ---------------------------------- | --------------------- | ------- | ---------------------- | ------------------------------------------ |
| Партія регіонів |                                    |                       |         |                        |                                            |
| 1               | Хворостенко Світлана Володимирівна | 08.11.2010            | середня | позапартійна           | Петриківський СЦКД, художній керівник      |
| 2               | Степененко Олександр Федорович     | 08.11.2010            | середня | позапартійний          | тимчасово не працює                        |
| 3               | Недоступ Олексій Віталійович       | 08.11.2010            | середня | позапартійний          | тимчасово не працює                        |
| 4               | Степененко Оксана Петрівна         | 08.11.2010            | середня | позапартійна           | Петриківський відділ зв'язку, листоноша    |
| 6               | Мошенський Сергій Миколайович      | 08.11.2010            | середня | позапартійний          | тимчасово не працює                        |
| 7               | Хворостенко Наталія Іванівна       | 08.11.2010            | середня | позапартійна           | тимчасово не працює                        |
| 8               | Мазур Лідія Василівна              | 08.11.2010            | середня | позапартійна           | Петриківська сільська рада, землевпорядник |
| 11              | Штельмах Володимир Миколайович     | 08.11.2010            | середня | позапартійний          | пенсіонер                                  |
| 12              | Хворостенко Людмила Іванівна       | 08.11.2010            | середня | позапартійна           | Петриківська сільська рада, секретар       |
| Самовисування   |                                    |                       |         |                        |                                            |
| 5               | Волочай Леонід Олександрович       | 08.11.2010            | середня | позапартійний          | ФК КОВАЛЬ В. П., водій                     |
| 9               | Недоступ Наталія Олексіївна        | 08.11.2010            | середня | позапартійна           | приватне підприємство, продавець           |
| 10              | Моргун Надія Олексіївна            | 08.11.2010            | середня | позапартійна           | приватне підприємство, продавець           |